# Emeric Imre
Emeric Imre (n. 30 ianuarie 1965, Cluj-Napoca, România) este un chitarist, muzician, interpret și compozitor român de etnie poloneză, română, maghiară și evreiască.

## Biografie
Emeric Imre s-a născut pe 30 ianuarie 1965, în cartierul clujean Dâmbul Rotund. 
Mama sa era jumătate poloneză și jumătate româncă, iar tatăl lui era jumătate maghiar și jumătate evreu.

### Viața personală
La îndemnul tatălui său s-a îndreptat spre muzică, începând să studieze vioara din clasa I. Familia mai avea două fete, iar Imre este mezinul și răsfățatul tuturor. 
Mare iubitor de fotbal, practică acest sport timp de nouă ani. Părăsirea carierei sportive este unul din regretele care îl apasă uneori. De multe ori, la antrenamente, Emeric venea cu vioara sub braț. 
Au urmat apoi doi ani dezastruoși în materie de muzică, în final renunțând la studiile muzicale. 
În 1987 s-a căsătorit cu Aurora, ce care mai apoi a devenit mama copiilor săi: Bianca Felicia și Cristian Emeric.
După aceea, urmează divorțul de Aurora și 2 băieți: Azad și Cezar.

### Educație
Un nou drum i s-a așternut în față când s-a aflat în clasa a VII-a, tot în domeniul muzicii, însă de această dată era vorba de un alt instrument: chitara. A ascultat „Eșarfă în dar" a lui Mircea Baniciu și, de atunci, viața sa a fost Cenaclul „Nicolae Tăutu" al Casei Armatei din Cluj. A ajuns acolo împreună cu Ghita Cucui, o colegă de liceu cu voce extraordinară. Aici i-a cunoscut pe Sorin Lăcătuș, Jean Emanuel Anton, Iosif Szabo, Călin Nemeș, Ioan Gyuri Pascu, Didi Ivănescu, Dan Marius Drăgan și Florin Constantin Verdeș. Erau „gașca nebună și frumoasă a Clujului", de pe vremea cenaclurilor studențești clujene din '83-'87.

## Cariera artistică
Anul 1983 a fost cel mai frumos an din viața artistului. Începuse să simtă gustul „războiului frumos dintre scenă și public". Primul spectacol oficial al „găștii de nebuni" a avut loc pe scena Casei de Cultură a Studenților (CCS) din Cluj-Napoca. Se cânta folk, se făcea pantomimă, umor și poezie. Din repertoriul „găștii nebune" făceau parte piese proprii și ale celor din Cenaclul Flacăra, căci „folkul era rege atunci în România". Pe lângă Casa Armatei, repetițiile mai erau găzduite de Casa Municipală de Cultură sau de Casa Tineretului. Dintre coordonatorii grupului au făcut parte Emilia Ivanov și Cornel Udrea. În 1984 a debutat la Cenaclul Flacăra împreună cu Ghita Cucui și Liviu Robu, formând alături de ei grupul „Notorius". Euforia scenei a fost curmată însă de înrolarea în armată. A fost militar la o unitate din Timișoara, în orchestra căreia a cântat la vioară și la chitară. La terminarea stagiului militar, Cenaclul Flacăra s-a desființat.

#### După evenimentele din '89
Evenimentele din 1989 reprezintă pentru el un moment mișelesc despre care îi este și acum lehamite să vorbească. Consideră că anii care au urmat „au adus mai multă libertate, dar și mult surogat". 
În 1992 și-a reluat activitatea alături de Cenaclul Flacăra cu turnee și concerte în întreaga țară. Cenaclul lui Adrian Păunescu și-a încetat activitatea prin 2000. 
Emeric Imre a luptat însă mai departe pentru promovarea folkului. Pe lângă participarea la manifestări precum turneul „Folk You" la a cărui înființare a avut o contribuție însemnată, timp de un an, organizează în fiecare joi, în localul clujean „Pub Zone", seri de folk. În spațiul puțin fastuos, dar primitor au cântat atunci nume sonore din breaslă: Dinu Olărașu, Adrian Ivanițchi, Tatiana Stepa, Florin Chilian, Vali Moldovan, Octavian Bud, Emilian Onciu, grupul „Orizont 77" (format din Magda Puskas, Vali Moldovan și Ghiță Danciu), Vasile Mardare, Dan Varna sau Hans Knall. Au mai participat la spectacolele de joi și invitați locali, precum câțiva din Cenaclul „Altfel", Florin Toloargă, Gabi Forfotă, Adriana, Olivia sau frații Florea, un grup care menține vie mișcarea folk studențească din Cluj.

#### Perioada „modernă"
În 2006 lansează albumul „Nebun de alb" înregistrat împreună cu Jimi El Laco (vioară și chitară), Roje (clape) și Sebi Lazăr (percuție), în studioul primului.
Împreună cu doi asociați (Marius și Relu) reușește să pună la punct o oază de întâmplări reale și melodioase în cadrul clubului „Autograf". 
Înființează o trupă care se numește „Emeric & Friends și Prietenii", a cărei componență este: 
Emeric Imre - chitară acustică și voce
Răzvan Krivach - voce și chitară electrică 
Adelina Boloț - voce 
Sorin Zamfir - percuție 
Gabi Ghiță - clape. 
Ulterior, trupa își schimbă numele în „Emeric Set". 
În 2012 lansează albumul „Târziu". Este nominalizat la premiul pentru „Cel mai bun album folk al anului 2012". Piesa „Condamnare la toamnă" la premiul pentru „Cea mai bună piesă" iar Emeric Imre la titlul de „Cel mai bun artist folk".  
În 2014 lansează albumul „Iarna mea cu ochii mari". La realizarea acestuia au contribuit, printre alții, Jimi El Laco (Nightlosers), Dumitru Fărcaș sau Magda Pușcaș. 
Încet-încet, Emeric Imre devine unul dintre cei mai populari artiști folk, susținând un număr impresionant de concerte în toată țara.

## Nominalizări
Nominalizări la Premiile Muzicale Radio România 2012: 
- „Cel mai bun album folk” al anului 2012  albumul Târziu. (Emeric Set)
- „Cel mai bun artist folk” al anului 2012 (Emeric Set)
- „Cea mai bună piesă” a anului 2012 piesa „Cântec de final” (Emeric Set)

## Creații muzicale importante
Emeric a compus peste 260 de lucrări în stil folk. Printre acestea se numără:
- „Nebun de alb” pe versurile poetului Adrian Păunescu (2006)
- „Bună varianta rea” pe versurile poetului Adrian Păunescu
- „Orație de nuntă” pe versurile poetului Adrian Păunescu
- „Noapte de unul singur” pe versurile poetului Adrian Păunescu
- „Jurământ” pe versurile poetului Adrian Păunescu
- „Condamnarea la toamnă” pe versurile poetului Adrian Păunescu
- „Cântec pentru Aurora” pe versuri de Emeric Imre
- „Respirarea aerului de sub aripă” pe versuri de Nichita Stănescu
- „Sinuciderea lui Don Juan” pe versuri de Ion Minulescu
- „Scrisoare supărată” pe versuri de Viorel Gârbaciu
- „Cântec de final” pe versuri de Dorin Tudoran
- „Povestea cavalerului cu brici” pe versuri de Emil Brumaru

## Discografie

### Albume de creație
- Nebun de alb  (CD, 2006, reeditat în 2017)
- Târziu (CD, 2012, reeditat în 2017)
- Iarna mea cu ochii mari (CD, 2014)
- Jocul vieții (CD, 2018)

### Apariții pe albume colective
- Cenaclul Flacăra – Vol. 4: Totuși iubirea (CD, 2007)
- Cenaclul Flacăra – Vol. 12: Front fără învingători (CD, 2008)
- Folk You 2007 (DVD, 2008)

## Filmografie
- După un an (scurtmetraj, 2013, regia Cristian Pascariu) [5]